# Fridefont
Fridefont ist eine französische Gemeinde mit 95 Einwohnern (Stand 1. Januar 2022) im Département Cantal in der Region Auvergne-Rhône-Alpes. Sie gehört zum Arrondissement Saint-Flour und zum Kanton Neuvéglise-sur-Truyère.

## Lage
Die Gemeinde liegt im Regionalen Naturpark Aubrac und wird im Norden vom Fluss Truyère begrenzt.
Nachbargemeinden sind Neuvéglise-sur-Truyère im Nordwesten, Alleuze im Norden, Val-d’Arcomie im Nordosten, Albaret-le-Comtal im Südosten, Maurines im Südwesten und Saint-Martial im Westen.

## Bevölkerungsentwicklung
| Jahr                       | 1962 | 1968 | 1975 | 1982 | 1990 | 1999 | 2008 | 2015 |
| -------------------------- | ---- | ---- | ---- | ---- | ---- | ---- | ---- | ---- |
| Einwohner                  | 165  | 148  | 131  | 124  | 126  | 134  | 114  | 109  |
| Quellen: Cassini und INSEE |      |      |      |      |      |      |      |      |

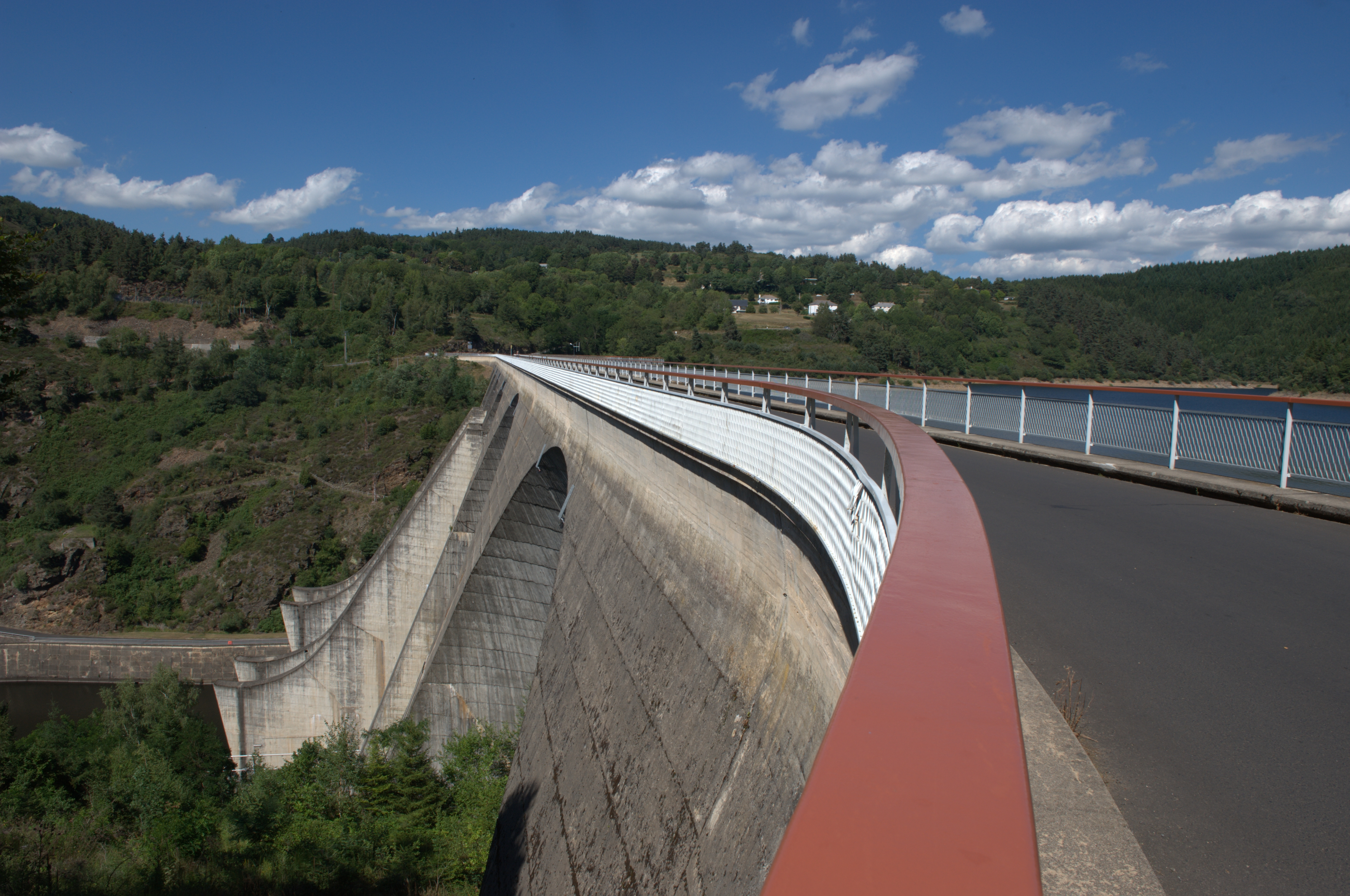
Staumauer des Lac de Grandval nahe dem Ortsteil Mallet
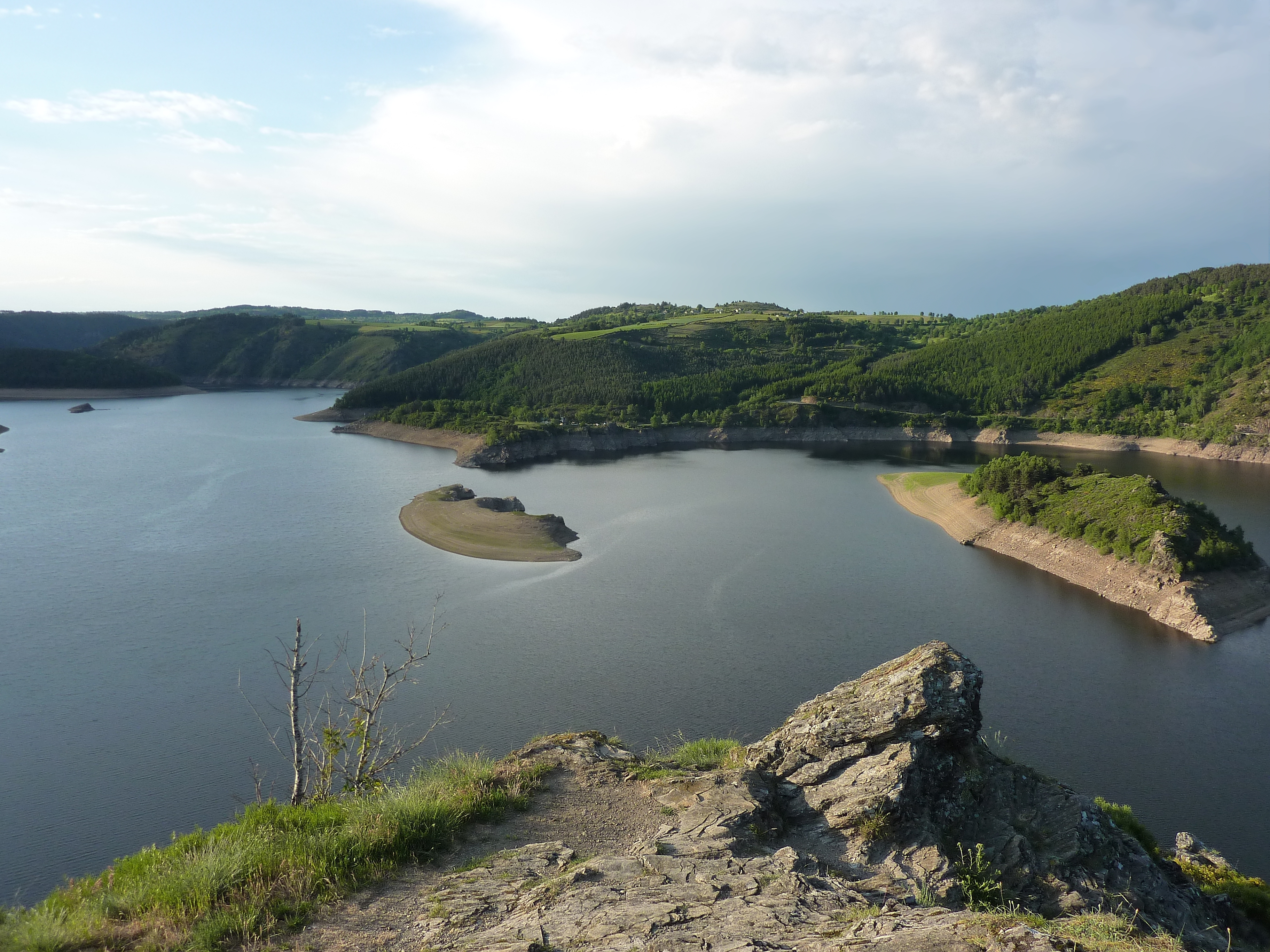
Lac de Grandval